# Traité de Niš (17 septembre 1914)
Le traité de Niš du 17 septembre 1914 est un accord entre le gouvernement royal serbe et le gouvernement albanais d'Essad Pacha Toptani, replié à Durazzo.